# Storsträsket (Norrfjärdens socken, Norrbotten)
Storsträsket är en sjö i Piteå kommun i Norrbotten och ingår i Alterälvens huvudavrinningsområde. Sjön har en area på 0,445 kvadratkilometer och ligger 132 meter över havet. Sjön avvattnas av vattendraget Mattesbäcken.

## Delavrinningsområde
Storsträsket ingår i det delavrinningsområde (728949-175482) som SMHI kallar för Utloppet av Stor-Träskavan. Medelhöjden är 143 meter över havet och ytan är 3,17 kvadratkilometer. Räknas de 3 avrinningsområdena uppströms in blir den ackumulerade arean 25,45 kvadratkilometer. Mattesbäcken som avvattnar avrinningsområdet har biflödesordning 2, vilket innebär att vattnet flödar genom totalt 2 vattendrag innan det når havet efter 37 kilometer. Avrinningsområdet består mestadels av skog (79 procent). Avrinningsområdet har 0,55 kvadratkilometer vattenytor vilket ger det en sjöprocent på 10,2 procent.